# 日華油脂
日華油脂株式会社（にっかゆし）は、かつて存在したJ-オイルミルズグループの製油販売会社。東京都中央区明石町に本社を置いていた。かつては自社ブランド製品を自ら製造販売していた。1990年代までは、大阪市西区江戸堀に本社を置いていた。

## 設立
1917年に日本綿花株式会社（後のニチメン。現在は日商岩井と合併し、双日になっている）と三菱合資会社（現在の三菱商事）の共同出資により日華製油株式会社として設立、当時の東京市に本店、さらに中国の漢口に支店と工場を設立。1942年に現社名に改称、1957年に富国油脂を買収、1961年に吸収合併。設立以来、飲食店や食品工場などの業務向け食用油及び石鹸（石鹸製造部門は1958年にニッカ石鹸として独立したが、1965年に製造設備を第一石鹸に売却して解散）を主力としていたが、家庭用食用油として「ニッカサラダ油『ママポット』」を発売。ただし東日本では全く宣伝活動をしていなかったため、日華油脂の知名度は西日本のごく一部の地域に限られる。

## 統合・現在
かつては総合商社売り上げ上位10社に数えられたニチメングループの一員（1963年に日綿実業の傘下となる）で、株式上場もしていた。しかし1990年代になると長らく業績不振が続き、店頭管理銘柄（現在の整理ポストにあたる）となっていた。その後ニチメンのリストラに伴い資本をホーネンコーポレーションに譲渡（株式交換）、2000年にホーネンの100%子会社となった。現在はそのホーネンとともにJ-オイルミルズへ統合された。統合で親会社のホーネンは消滅したが、日華は1つの会社としてそのまま残った。若松工場（北九州市若松区）は旧豊年の工場と同様にJ-オイル商品の配送センターとしての役割を果たしていたが、搾油設備は事業の効率化のため2009年3月頃に閉鎖された。生産設備は2009年度中にJ-オイルミルズから譲受される予定であったが、2009年10月1日にJ-オイルミルズに工場を譲渡しJ-オイルミルズ若松工場となり、日華は販売や営業に専念することになった。なお、2019年11月現在、商品情報には業務用サイズ（一斗缶など）しか記載されておらず、家庭用についての情報がない。
2020年10月1日付で、同じくJ-オイルミルズの子会社であった株式会社J-ウィズに吸収合併され、解散した。株式会社J-ウィズは同日、株式会社J-NIKKAパートナーズに商号変更している。 
なお、アサヒビールのグループ企業で、洋酒メーカーのニッカウヰスキーとは資本・人材面において、関連は一切ない（そもそもニッカ=日果であるため、表記自体異なる）。

## ママポット
ニッカサラダ油「ママポット」は、日華油脂を代表する主力商品で、家庭向けの食用油である。
菜種油と大豆油をブレンドしたいわゆる調合サラダ油で、商品は1,650gサイズと1,500gサイズの2種類で（2006年6月現在販売されているのは後者のみ）、他のサラダ油と同様にプラスチック製のボトル容器に入っている。
現在は簡単につぶせるエコボトルタイプの容器に変更されている。
ラベルは現在、テレビCMに映っていた商品のものとは違うものに変更されている。当時のラベルは取っ手の反対側に非常に簡素なものが貼られていたが、現在のものはボトルの下半分にオレンジ色を基調とした広めのラベルが貼られている。またボトルの商品がわざわざ袋に入れて販売されていた時期があった。主力商品にもかかわらず、ニッカサラダ油の文字がかなり大きくママポットの文字はその下に小さく四角で囲って書いてあるのみである。それでもママポットの知名度が高いのは、テレビCMによるものが大きかったようだ。

## コマーシャル
1980年代から1990年代前半にかけて兵庫県と大阪府を放映区域とするサンテレビで頻繁に放映されていたのをはじめ、福岡県のKBC（九州朝日放送）や熊本県・長崎県など西日本の広い地域でテレビCMが放映された。ただし関西より東ではCM放映されていない。CMは全部で3種類存在した。しかし1990年代後半になると放映本数が激減し、これらのCMは2005年1月頃にサンテレビで確認されたのを最後に現在はCM放映は行われていない。
- 旧バージョン1：サラダの上にかなりの量の油をかけるもの。※下記の2つとは違う歌詞になっている（CMソングは1971年制作）。
- 旧バージョン2：楽しそうに歌っている母子の映像。
- 現バージョン1：いろんなタイプの母親を映し出したもの。
- 現バージョン2：複数組の親子がCMソングにあわせてダンスをするもの。

※旧バージョン2は森川ユカが歌っていた。現バージョンは、1・2ともに歌詞・メロディーラインは同じ。現バージョン1はフィルムCM。尚、旧バージョンを歌うのは、『エバラ焼肉のたれ』をはじめこれまでに数多くのCMソングを歌ってきたのこいのこ。2006年には、いのこのアルバムCD『のこいのこ大全』に旧バージョンの30秒版が収録された。
※過去にはMBSラジオでCMが放送されていたこともある。

### 放映された時間帯
サンテレビ
地元メーカーということもあって、サンテレビでの放映本数は極端に多かった。ただしお中元・お歳暮シーズンは「ニッカサラダ油ギフトセット」のスライドCMを放映（こちらも現在は放映されていない。）
毎日放送
ラジオCMのみ
その他の地域
多くは、夕方前までのスポット枠での放映。それ以降の時間帯ではあまり放映されていない。
※いずれも、全国ネットの時間帯で放映されたことはない。
※関東地方で特売品としてたまに販売されてはいたが、関東での宣伝は全くと言っていいほど無かったため、知名度はゼロに近い。いわゆる「聞いたことのない無名のメーカー」と言われることも少なくなかったようである。

## 商品の流通状況
現在も販売されているが、近年この商品を取り扱う店舗は大幅に減少しつつある。J-オイルミルズへの編入や大幅な業務縮小を背景に、販路の縮小が顕著となっている。2020年4月現在、商品情報には業務用サイズ（一斗缶など）しか記載されておらず、家庭用についての情報はない。

## 姉妹品・その他の商品
- ニッカ一番搾りキャノーラ油「つぶせるエコボトル」（1.5リットル）　※「つぶせる…」の部分が「ママポット」となっている商品もある
- 業務用ニッカサラダ油（16.5kg）※大手インターネットショッピングサイトでも購入可
- 業務用ニッカ大豆白絞油（16.5kg））※大手インターネットショッピングサイトでも購入可

### 備考
- 過去には、「日華てん（天）ぷら油」も販売されていた。CMソングの作詞は三木鶏郎（1958年制作）、歌唱は伴くみ子による。

## 会社概要
- 企業名　日華油脂株式会社
- 沿革　1917年（大正6年）3月　設立
- 本社所在地　東京都中央区明石町8-1聖路加タワー（旧所在地　大阪府大阪市西区江戸堀1-5-16）